# 潘群勤
潘群勤（英語：Hazel Poa Koon Koon；1970年8月27日—），新加坡華裔政治人物、商人，在野党新加坡前进党党员。自2020年7月16日至2025年4月15日担任新加坡第十四届国会的非选区议员。
潘群勤于在2011年加入国民团结党之前曾是革新党党员。2011年6月至2013年9月，她曾担任国民团结党秘书长，之后因健康问题而辞任。2015年6月，Tan Lam Siong辞职后，国民团结党任命潘群勤为代理秘书长，但她在2015年8月因与党中央执行委员会意见分歧而退党。

## 生平
潘群勤在获得新加坡公共服务委员会 (PSC) 的奖学金入读剑桥大学，并以一等荣誉完成了数学学位毕业。她在大学时期邂逅了当时同为剑桥大学学生的现任丈夫陈礼添。完成学位后，潘群勤返回新加坡公务员系统服务，并被任命就职于行政服务部门。她最初被派驻新加坡总理公署的公共服务部门，并参与了公务员部门的人事政策。她之后被调任财政部，担任间接税司副司长。
四年后，潘群勤离开公务部门，进入一家保险公司的投资部担任分析师，之后转任助理基金经理；她随后创业。
潘群勤和她的丈夫陈礼添在新加坡经营一所私立学校，并在新加坡和印度尼西亚经营连锁教育中心。

## 政治

### 革新党（2009 - 2011）
潘群勤和她的丈夫在2011年大选之前的2009年加入革新党，并计划在选举中成为该党的候选人。他们最终却于2011年2月因与党领导人意见分歧而与另外四名党员一同辞职。

### 国民团结党（2011 - 2015）
夫妻二人随后加入了国民团结党。在2011年大选中，两人是蔡厝港集选区国民团结党竞选团队的成员。国民团结党在该选举中以5万6885票（国民团结党；38.8%）对8万9710（人民行动党61.2%）的成绩输给了执政的人民行动党。作为一对代表反对党参选的前政府奖学金得主夫妇，两人在竞选期间引起了媒体的关注。
2011年6月，在吴明盛辞职后，潘群勤被党中央执行委员会推选为国民团结党秘书长。她是第一位被选为国民团结党秘书长的女性（也是继工人党的林瑞莲之后第二位在新加坡政党中占据最高职位之一的女性）。潘群勤因健康原因于2013年9月辞去秘书长职务。
2015年6月，在她离任近两年后，Tan Lam Siong辞职；潘群勤随后被任命为国民团结党代理秘书长。“鉴于需要重点筹备下一次大选”，该党决定不召开党员代表大会选举新秘书长。（Tan Lam Siong 在该职位上只任职了五个月。他的前任张媛容在潘群勤下台后于2013年10月接替了她的位置。）2015年8月，潘群勤宣布她将卸任代理秘书长并离开该党，因为她不同意该党中央执行委员会的决定，即在2015年大选中在麥波申單選區的选举中派一名候选人竞选，尽管工人党也计划在该选区与人民行动党竞争。
一周后，有人注意到潘群勤于8月30日在武吉知马巴刹与熟食中心的新加坡民主党宣传活动中给这一竞选团队提供协助。潘群勤在2020年的一次采访中澄清说，尽管她在民主党的竞选活动中提供了帮助，但她从未入党。

### 新加坡前进党（2019 - 至今）
2019年7月，潘群勤与另一位前民主党党员Michelle Lee Juen作为新加坡前进党中央执行委员会成员创立了该党。
潘群勤与前进党的一组候选人一起参加了2020年新加坡大选，挑战西海岸集选区的人民行动党团队，但未能获胜。不过，由于新加坡国会一共需要12名反对党议员（另一反对党工人党只赢得了10个议席）担任非选区议员，作为表现最好的败选竞选团队，潘群勤的团队可以提名两人出任新加坡第14届国会的非选区国会议员。经党内商议，前进党宣布选择梁文辉和潘群勤担任非选区议员。该届大选的选举主任Tan Meng Dui宣布他们为非选区议员，自2020年7月16日起生效。2020年7月20日，潘群勤为专注于非选区议员的职务卸任前进党副主席一职。她自2020年8月4日起与梁文辉接任国会秘书处。

## 选举

### 2020年大选
| 2020年大选结果 | 2020年大选结果 | 2020年大选结果 | 2020年大选结果 | 2020年大选结果                           | 2020年大选结果 | 2020年大选结果 | 2020年大选结果 | 2020年大选结果 |
| 選區           | 席位           | 選舉人數       | 政黨           | 候選人                                   | 得票數         | 得票率 %       | ±              | 当选           |
| -------------- | -------------- | -------------- | -------------- | ---------------------------------------- | -------------- | -------------- | -------------- | -------------- |
| 西海岸集選區   | 5              | 146,251        | 人民行动党     | 易華仁、李智陞、胡美霞、洪維能、王心妍   | 71,545         | 51.69 / 100    | -26.88         |                |
| 西海岸集選區   | 5              | 146,251        | 新加坡前進黨   | 陳清木、梁文輝、潘群勤、邱寶忠、納達拉傑 | 66,811         | 48.31 / 100    | +48.31         |                |

## 个人生活
潘群勤的丈夫为陈礼添，夫妻俩收有两个养子。